# Rikako Watanabe
Rikako Watanabe (* 1964) ist eine japanische Organistin und Komponistin.
Watanabe studierte Komposition am Kunitachi College of Music Tokio. Sie setzte dann ihre Ausbildung am Conservatoire de Paris fort, wo sie einen ersten Preis im Fach Komposition erhielt und studierte Klavier und Orgel bei Loïc Mallié. Als Schülerin von Éric Lebrun am Konservatorium von St. Maur gewann sie 1993 die Goldmedaille beim internationalen Improvisationswettbewerb von Montbrison. 1996 heiratete sie den Komponisten Jean-Claude Henry. Sie unterrichtet am Conservatoire de Paris.
Watanabe veröffentlichte mehrere Orgelkompositionen, darunter Jardin de Pierre (1994) und Trois Rêves de la quinzième Nuit de la Lune.